# إبراهيم جابر
إبراهيم جابر (بالإنجليزية: Ibrahim Jaaber)‏ مواليد 3 فبراير 1984 في إليزابيث، هو لاعب كرة سلة أمريكي معتزل. بدأ مسيرته الاحترافية في سنة 2007. يبلغ طوله 6 قدم 2 بوصة (1.9 م). اعتزل اللعب في 2013.

## المسيرة الاحترافية
لعب مع فيرتوس روما في الدوري الإيطالي من سنة 2008 إلى 2010، ثم لعب مع أولمبيا ميلانو في موسم 2010–2011، ثم لعب مع زالغيريس لكرة السلة في موسم 2012–2013.

## إحصائيات المسيرة

### الدوري الأوروبي
| السنة   | الفريق              | لعب | بدأ | دقيقة | ميداني% | ثلاثية | حرة  | ارتداد | صنع | استلاب | تصدي | نقطة | أداء |
| ------- | ------------------- | --- | --- | ----- | ------- | ------ | ---- | ------ | --- | ------ | ---- | ---- | ---- |
| 2007–08 | فيرتوس روما         | 6   | 1   | 22.4  | .405    | .273   | .286 | 3.3    | 1.5 | 2.5    | .3   | 7.5  | 6.5  |
| 2008–09 | فيرتوس روما         | 16  | 15  | 26.3  | .576    | .280   | .594 | 3.3    | 1.9 | 1.9    | .3   | 10.4 | 10.4 |
| 2009–10 | فيرتوس روما         | 10  | 10  | 31.0  | .463    | .225   | .625 | 4.4    | 2.5 | 2.2    | .1   | 10.4 | 8.8  |
| 2010–11 | أولمبيا ميلانو      | 10  | 1   | 24.4  | .588    | .353   | .750 | 1.7    | 2.4 | .7     | .3   | 10.8 | 9.6  |
| 2012–13 | زالغيريس لكرة السلة | 14  | 10  | 21.1  | .515    | .333   | .619 | 2.2    | 2.2 | 1.9    | .1   | 5.9  | 7.4  |

## روابط خارجية
- إبراهيم جابر على موقع الاتحاد الدولي لكرة السلة (الإنجليزية)
- إبراهيم جابر على موقع الدوري الأوروبي لكرة السلة (الإنجليزية)
- إبراهيم جابر على موقع كرة السلة الأوروبية.كوم (الإنجليزية)
- إبراهيم جابر على موقع DraftExpress.com (الإنجليزية)
- إبراهيم جابر على موقع كلية كرة السلة في سبورتس رفرنس.كوم (الإنجليزية)
- إبراهيم جابر على موقع ريلجم (الإنجليزية)
- إبراهيم جابر على موقع بروبوليرز (الإنجليزية)
- إبراهيم جابر على موقع سبورتس رفرنس (الإنجليزية)